# Gnophaela fulvicollis
Gnophaela fulvicollis är en fjärilsart som beskrevs av Butler 1876. Gnophaela fulvicollis ingår i släktet Gnophaela och familjen björnspinnare. Inga underarter finns listade i Catalogue of Life.